# Idiocelyphus viridescens
Idiocelyphus viridescens är en tvåvingeart som först beskrevs av Joaquin A. Tenorio 1969.  Idiocelyphus viridescens ingår i släktet Idiocelyphus och familjen Celyphidae.
Artens utbredningsområde är Filippinerna. Inga underarter finns listade i Catalogue of Life.